# Cecil Clyde Rousseau
Pour les articles homonymes, voir Rousseau.
Cecil Clyde Rousseau (né le 13 janvier 1938 à Philadelphie et mort le 10 avril 2020 à Memphis,) est un mathématicien spécialiste de théorie des graphes  et de combinatoire. Il est professeur émérite à l'université de Memphis et ancien entraîneur de l'équipe United States Mathematics Olympiad Team.

## Carrière
Rousseau obtient son Ph.D. en physique en 1968 à l'Université A&M du Texas sous la direction de John L. Gammel, Jr. avec une thèse intitulée « Perturbation Theory Based on Exactly Localized States ». Il est professeur à l'université de Memphis à partir de 1970 et pendant 37 ans, jusqu'à son éméritat.

## Prix et distinctions
Rousseau a un nombre d'Erdős égal à 1 : avec 35 articles en commun, il est le 6e coauteur de Paul Erdős pour le nombre d'article communs.
Rousseau était entraîneur du United States Mathematics Olympiad Team et aussi Managing Editor de la Problems Section de SIAM Review.
En 2012, Rousseau reçoit le Paul Erdős Award décerné par laWorld Federation of National Mathematics Competitions.

## Publications (sélection)
- Edward Lozansky et Cecil C. Rousseau, Winning Solutions, Springer Verlag, coll. « Problem Books in Mathematics », 1996, x+260 (ISBN 978-1-4612-4034-1, lire en ligne).
- Ralph J. Faudree, Cecil C. Rousseau et Richard H. Schelp, « Problems in Graph Theory from Memphis », dans Ronald L. Graham, Jaroslav Nešetřil et Steve Butler (éditeurs), The Mathematics of Paul Erdős II, Springer, 2013 (DOI 10.1007/978-1-4614-7254-4_8), p. 95-118.
- Vladimir Nikiforov et Cecil C. Rousseau, « A note on Ramsey numbers for books », J. Graph Theory, vol. 49,‎ 2005, p. 168-176.
- Yusheng Li, Cecil C. Rousseau et Wenan Zang, « An upper bound for ramsey numbers », Applied Mathematics Letters, vol. 17, no 6,‎ 2004, p. 663–665 (DOI 10.1016/S0893-9659(04)90101-2)
- B Bollobás, Paul Erdős, Ralph J. Faudree Faudree, Cecil C. Rousseau et Richard H. Schelp, « Random induced graphs », Discrete Mathematics, vol. 248, nos 1-3,‎ 2002, p. 249–254 (DOI 10.1016/S0012-365X(01)00345-4).
- Paul Erdős, Ralph J. Faudree et Cecil C. Rousseau, « Extremal problems and generalized degrees », Discrete Mathematics, vol. 127, nos 1-3,‎ 1994, p. 139–152 (DOI 10.1016/0012-365X(92)00473-5).